# Popis stanovništva
Popis stanovništva ili cenzus je pravno uređeno prikupljanje statističkih podataka o svakom pojedinom pripadniku stanovništva određene države ili područja.
Popis stanovništva je statističko sredstvo koje koristi država u razne svrhe poput poreza ili gospodarske politike, a građani konvencionalnom metodom brojanja po upitniku pružaju informacije o sebi i kućanstvu u kojem žive.
Zadnji popis stanovništva u Hrvatskoj je započeo 1. travnja 2011., a završio 28. travnja 2011., a trenutno je u tijeku Popis stanovništva 2021. Po prvi put je popis i digitaliziran te je moguće popisati se putem Interneta korištenjem e-Građani.

## Povijest
Riječ "census" je latinskog podrijetla: za vrijeme Rimske republike popis je pratio sve odrasle muškarce sposobne za vojnu službu. Suvremeni popis bitan je za međunarodnu usporedbu bilo koje vrste statistike, a popisi prikupljaju podatke o mnogim atributima stanovništva, a ne samo o broju ljudi. Popisi su povijesno započeli kao jedina metoda prikupljanja nacionalnih demografskih podataka, a sada su dio većeg sustava različitih istraživanja i statistike. 
Iako procjene stanovništva ostaju važna funkcija popisa, uključujući točno geografsku raspodjelu stanovništva i kućanstava, statistike se mogu proizvesti o kombinacijama atributa, npr. obrazovanje prema dobi i spolu u različitim regijama. Trenutni administrativni sustavi podataka dopuštaju druge pristupe popisivanju s istom razinom detalja, ali izazivaju zabrinutost zbog privatnosti i mogućnosti pristranosti procjena.

## Broj stanovnika i kućanstava
Pojedinci se obično broje unutar kućanstava, a obično se prikupljaju podaci o strukturi kućanstva i stanovanju. Iz tog razloga međunarodni dokumenti upućuju na popis stanovništva i kućanstava. Obično odgovor na popis daje domaćinstvo/kućanstvo, navodeći detalje o pojedincima koji tamo žive. Važan aspekt popisa je određivanje koji se pojedinci mogu izbrojati, a koji ne. 
Općenito, mogu se koristiti tri definicije: de facto prebivalište, de jure prebivalište i stalni boravak. To je važno s obzirom na pojedince koji imaju više adresa ili privremene adrese. Svaka osoba treba biti jedinstveno identificirana kao stanovnik na jednom mjestu, ali mjesto gdje se zateknu na dan popisa njihovo je de facto prebivalište - no možda nije najbolje mjesto za njihovo prebrojavanje. Može biti najkorisnije popisivati tamo gdje pojedinac koristi usluge, a to je u njegovom uobičajenom prebivalištu. Pojedinac se može zabilježiti na "stalnoj" adresi, koja bi mogla biti npr. obiteljski dom za studente ili dugotrajne migrante.
Potrebna je precizna definicija prebivališta kako bi se odlučilo treba li posjetitelje neke zemlje uključiti u broj stanovnika. To postaje sve važnije kako studenti na nekoliko godina putuju u inozemstvo radi obrazovanja. Druge grupe koje uzrokuju probleme pri popisivanju su novorođene bebe, izbjeglice, ljudi koji odlaze na godišnji odmor, ljudi koji se sele kući oko popisa i ljudi bez fiksne adrese.
Ljudi koji žive na drugim lokacijama (jer rade u drugom dijelu zemlje ili imaju vikendicu) ponekad se teško popisuju na određenoj adresi; to ponekad uzrokuje dvostruko brojanje ili se kuće pogrešno identificiraju kao prazne. Drugi je problem gdje ljudi koriste različitu adresu u različito vrijeme, npr. studenti koji žive u mjestu školovanja na vrijeme, ali se vraćaju u obiteljsku kuću za vrijeme godišnjih odmora, ili djeca čiji su se roditelji razdvojili, a koja zapravo imaju dvije obiteljske kuće. Popisivanje se uvijek temeljilo na pronalaženju ljudi tamo gdje žive, jer ne postoji sustavna alternativa. 
Smjernice UN -a daju preporuke o popisu tako složenih kućanstava, također obuhvaćaju popisne teme koje će se prikupljati, službene definicije, klasifikacije i druge korisne informacije za koordinaciju međunarodne prakse.

## Podaci
Danas se podaci popisa objavljuju u raznim formatima kako bi bili dostupni znanstvenim subjektima, svim razinama vlasti, medijima, studentima i nastavnicima, dobrotvornim organizacijama i svim građanima koji su zainteresirani. Podaci se mogu vizualno prikazati ili analizirati u složenim statističkim modelima, pokazati razliku između pojedinih područja ili razumjeti povezanost različitih osobnih karakteristika. Popisni podaci nude jedinstven uvid u mala područja i male demografske skupine.

## Popisi stanovništva u Hrvatskoj
Popisi stanovništva u Hrvatskoj bili su sljedeći:
1785. –  jozefinski popis, 1805., 1850. – 1851.
Habsburški popisi: 1857., 1869., 1880., 1890., 1900., 1910.
Jugoslavenski popisi: 1921., 1931., 1948., 1953., 1961., 1971., 1981., 1991.
Popisi stanovništva Republike Hrvatske: 2001., 2011., 2021.

## Vanjske poveznice
- Popis stanovništva 2001. Državni zavod za statistiku Hrvatske
- Popis stanovništva 2011. Državni zavod za statistiku Hrvatske
- Popis stanovništva 2021. Državni zavod za statistiku Hrvatske  Arhivirana inačica izvorne stranice od 15. siječnja 2022. (Wayback Machine)
- Ivan Zupanc, Popis stanovništva 1857. godine.